# Saija Tarkki
Saija Tarkki (tidigare Sirviö), född 29 december 1982 i Uleåborg, Finland, är en finländsk ishockeyspelare som spelar i den svenska Riksserien för MoDo Hockey. Saija Tarkki är gift med den finländske ishockeymålvakten Tuomas Tarkki.
Tarkki har representerat det finska damlandslaget i ishockey i OS 2002 i Salt Lake City, OS 2006 i Turin och OS 2010 i Vancouver. Tarkki har även deltagit i sex VM-turneringar för Finland.

## Meriter

### OS-turneringar
- Vancouver 2010 (Brons)

### VM-turneringar
- Dartmouth/Halifax 2004 (Brons)
- Harbin 2008 (Brons)
- Tavastehus 2009 (Brons)

## Klubbar
- Oulun Kärpät
- MoDo Hockey